# Selambina falsa
Selambina falsa là một loài bướm đêm trong họ Noctuidae.